# Pont-canal de Golbey
Le pont-canal de Golbey ou pont de Barbelouze est un pont-canal qui traverse la Moselle à Golbey dans la région Grand Est et permet de connecter la branche d'Épinal au Canal des Vosges. L'embranchement d'Épinal contribue à l'alimentation du Canal des Vosges par sa prise d'eau dans la Moselle. 

## Histoire
Géré par Voies navigables de France, l’ouvrage a été construit entre les communes de Golbey et Dogneville de 1882 et 1885.
Des chutes de pierres avaient été constatées en 2019.